# Перренат натрия
Перренат натрия — неорганическое соединение, 
соль щелочного металла натрия и рениевой кислоты 
с формулой NaReO4, 
бесцветные (белые) кристаллы, 
хорошо растворимые в воде.

## Получение
- Растворение оксида рения(VII) в растворе едкого натра:

{\displaystyle {\mathsf {2Re_{2}O_{7}+2NaOH\ {\xrightarrow {}}\ 2NaReO_{4}+H_{2}O}}}
- Растворение рениевой кислоты в растворе едкого натра:

{\displaystyle {\mathsf {HReO_{4}+NaOH\ {\xrightarrow {}}\ NaReO_{4}+H_{2}O}}}

## Физические свойства
Перренат натрия образует бесцветные (белые) кристаллы тетрагональной сингонии, пространственная группа I 41/a, параметры ячейки a = 0,5362 нм, c = 1,1718 нм, Z = 4.
Хорошо растворим в воде и этаноле.

## Химические свойства
В отличие от перманганата натрия, перренат устойчив в щелочной среде и характеризуется слабыми окислительными свойствами, которые проявляются лишь в кислой среде под действием сильных восстановителей, например, солей олова(II), титана(III), гипофосфитов.
Ранее считалось, что при действии на подкисленный раствор перрената натрия сероводорода или тиосульфата натрия в осадок выпадает чёрный сульфид рения(VII), однако в 2022 году было доказано, что осадок содержит полисульфид рения(V)  
{\displaystyle {\mathsf {2NaReO_{4}+H_{2}SO_{4}+7H_{2}S\ {\xrightarrow {}}\ Re_{2}S_{7}\downarrow +Na_{2}SO_{4}+8H_{2}O}}}